# Rusland op het Eurovisiesongfestival 2020
Rusland zou deelnemen aan het Eurovisiesongfestival 2020 in Rotterdam, Nederland. Het zou de 23ste deelname van het land aan het Eurovisiesongfestival geweest zijn. Pervyj Kanal was verantwoordelijk voor de Russische bijdrage voor de editie van 2020.

## Selectieprocedure
Op 13 november 2019 gaf Pervyj Kanal aan te zullen deelnemen aan het Eurovisiesongfestival 2020. Pervy Kanal wisselt elk jaar af met Rusland-1 wat betreft het aanduiden van de Russische act voor het Eurovisiesongfestival. Op 2 maart 2020 werd duidelijk dat Pervyj Kanal Little Big intern had gekozen om Rusland te vertegenwoordigen. Op 12 maart 2020 werd meegedeeld dat de groep met het nummer Uno zou mogen aantreden in het Eurovisiesongfestival 2020

## In Rotterdam
Rusland zou aantreden in de eerste helft van de eerste halve finale, op dinsdag 12 mei 2020. Het Eurovisiesongfestival 2020 werd evenwel geannuleerd vanwege de COVID-19-pandemie.
1994 · 1995 · 1996 · 1997 · 1998-1999 · 2000 · 2001 · 2002 · 2003 · 2004 · 2005 · 2006 · 2007 · 2008 · 2009 · 2010 · 2011 · 2012 · 2013 · 2014 · 2015 · 2016 · 2017 · 2018 · 2019 · 2020 · 2021 · 2022-2025
Albanië · Armenië · Australië · Azerbeidzjan · België · Bulgarije · Cyprus · Denemarken · Duitsland · Estland · Finland · Frankrijk · Georgië · Griekenland · Ierland · IJsland · Israël · Italië · Kroatië · Letland · Litouwen · Malta · Moldavië · Nederland · Noord-Macedonië · Noorwegen · Oekraïne · Oostenrijk · Polen · Portugal · Roemenië · Rusland · San Marino · Servië · Slovenië · Spanje · Tsjechië · Verenigd Koninkrijk · Wit-Rusland · Zweden · Zwitserland